# 関根有咲
関根 有咲（せきね ありさ、11月1日 - ）は、日本の女性声優。群馬県出身。青二プロダクション所属。

## 略歴
声優になろうと思ったきっかけは、斎賀みつきの声を聞いた時に、自身もクールな少年になりたいと思ったこと。
ヒューマンアカデミー高等学校渋谷校出身。

## 人物
趣味は星モチーフと星柄の収集、写真撮影。特技はバスケットボール。

## 出演
太字はメインキャラクター。

### テレビアニメ
2016年
- ばくおん!!（生徒B）

2017年
- ONE PIECE（2017年 - 2024年、お花たち、シャーロット・ハルメグ、シャーロット・マッシュ、ネコマムシ〈子供〉、ミゼルカ 他）
- ONE PIECE エピソードオブ東の海 〜ルフィと4人の仲間の大冒険!!〜
- ブラッククローバー（2017年 - 2019年、ユノ〈6歳〉、ラックの母）

2018年
- 斉木楠雄のΨ難（女子生徒A、ギャルB）
- ゲゲゲの鬼太郎（第6作）（2018年 - 2020年、子供、豆腐小僧、5歳のアツシ、陽介、英吉 他）
- デビルズライン（客）
- パズドラ（生徒A）
- ムヒョとロージーの魔法律相談事務所（生徒）
- ONE PIECE エピソードオブ空島
- ポチっと発明 ピカちんキット（礼出井剛）

2019年
- 爆釣バーハンター（男の子）
- ちびまる子ちゃん（2019年 - 2022年、男子D、悪ガキ、女の子、男子2）
- フルーツバスケット（2019年 - 2020年、女子生徒、男の子、生徒） - 2シリーズ
- ワンパンマン（たっちゃん）
- 戦×恋（亜久津拓真〈幼少期〉、システムボイス）
- 警視庁 特務部 特殊凶悪犯対策室 第七課 -トクナナ-（店員）
- あひるの空（ウッチー）
- カードファイト!! ヴァンガード（子供）

2020年
- 白猫プロジェクト ZERO CHRONICLE（子供A）
- アサティール 未来の昔ばなし（2020年 - 2024年、サーエルの友達、ラシード、ファルハーン少年、ムハンナド、アルバラー 他） - 2シリーズ
- A3!（生徒）
- ミュークルドリーミー（2020年 - 2021年、安西健太） - 2シリーズ
- テイルズ オブ クレストリア -咎ヲ背負いて彼を発つ-
- いわかける! - Sport Climbing Girls -（選手A）
- ゴールデンカムイ（寅次〈子供時代〉）

2021年
- SK∞ エスケーエイト（スケッチー、花屋の店長）
- Dr.STONE（村の子供）
- もっと!まじめにふまじめ かいけつゾロリ（観客B、ギャル、ろくろっ首）
- 僕のヒーローアカデミア（2021年 - 2024年、アナウンサー、リューキュウのサイドキック、不和真綿、志村転弧、ハイエンド 他） - 3シリーズ
- イジらないで、長瀞さん（生徒1）
- D_CIDE TRAUMEREI THE ANIMATION（子供）
- BLUE REFLECTION RAY/澪（女子生徒）
- ポケットモンスター（2021年 - 2023年、ゼン、ハルト、子供） - 2シリーズ + 特別編
- デジモンゴーストゲーム（2021年 - 2023年、宇田川アオイ、ホークモン）
- テスラノート（子供）
- ワールドトリガー（2021年 - 2022年、藤丸のの）

2022年
- BIRDIE WING -Golf Girls' Story-（2022年 - 2023年、エミリィ） - 2シリーズ
- ラブオールプレー（中村萌）
- 名探偵コナン（森川優次郎〈幼少〉）
- 組長娘と世話係
- シュート!Goal to the Future（子供）
- 異世界おじさん（生徒）
- クールドジ男子（バイト女子、女子高生）

2023年
- Opus.COLORs（子供たち）
- ホリミヤ -piece-（女子生徒A）
- SHY（子供）
- 婚約破棄された令嬢を拾った俺が、イケナイことを教え込む（子供）
- アンダーニンジャ（エンコー2）

2024年
- オーイ!とんぼ（ワタル） - 2シリーズ
- シンカリオン チェンジ ザ ワールド（リョータ〈幼少期〉）
- ポケットモンスター（街の人、通行人）
- まぁるい彼女と残念な彼氏（神崎里奈）

2025年
- SAKAMOTO DAYS（客）
- DIGIMON BEATBREAK（久遠寺マコト）

### 劇場アニメ
2010年代
- マジンガーZ / INFINITY（2018年）
- 天気の子（2019年）

2020年代
- 劇場版ポケットモンスター ココ（2020年、リン・モリブデン博士）
- 僕のヒーローアカデミア THE MOVIE ワールド ヒーローズ ミッション（2021年、ロディ・ソウル〈幼少期〉）
- 劇場版マクロスΔ 絶対LIVE!!!!!!（2021年）
- 劇場短編マクロスF 〜時の迷宮〜（2021年）
- 銀河英雄伝説 Die Neue These （2022年、グスタフ・イザーク・ケンプ)
- 映画かいけつゾロリ ラララ♪スターたんじょう（ろくろっ首）

### Webアニメ
2017年
- てぃ先生（園児・大人たち）

2019年
- モンスターストライク（子供1）
- 聖闘士星矢: Knights of the Zodiac（子供1）
- ゼノンザード THE ANIMATION（少年A）
- 斉木楠雄のΨ難 Ψ始動編（小学生A）

2020年
- 攻殻機動隊 SAC_2045（顔無し）

2021年
- 極主夫道（若頭子供時代）
- ユメノツボミ（子供）
- とびだせ！柏崎（2021年 -2024年、新潟ケン） - 3シリーズ

2023年
- PLUTO（ハンス）

2025年
- ムーンライズ（ウィンディ・シルフ）

### ゲーム
- BATTLE of BLADES（2017年、エーベル）
- StraStella（2017年、ユリア[21]）
- グランドサマナーズ（2018年、アンナ[22]）
- スーパーロボット大戦T（2019年、ポール・ダルジュ）
- ドラゴンボールZ カカロット（2020年）
- ゼノブレイド3（2022年、ノア〈幼少期〉）
- 帰ってきた 名探偵ピカチュウ（2023年）

### ラジオドラマ
- みんなの作文（LF、朗読）
- 青山二丁目劇場
  - じいちゃんとの約束（子供の頃の江藤）
  - しじみ売り（金太郎）

### 吹き替え

#### 映画
- 悪魔のいけにえ -レザーフェイス・リターンズ-（ライラ〈エルシー・フィッシャー〉[23]）
- IT/イット THE END “それ”が見えたら、終わり。（ディーン[24]）
- ラ・ヨローナ〜泣く女〜（クリス・ガルシア〈ローマン・クリストウ〉[25]）

#### ドラマ
- リーサル・ウェポン シーズン2（リッグス少年）
- ヘイターはお断り! シーズン2（幼いパトリック、クラリッサ）
- レイヴン 〜クリスマスの贈りもの〜（ウィニー〈セイディー・シム〉）
- TITANS/タイタンズ（ハンク少年）
- ジーニアス:ピカソ（少年パブロ）
- レイヴン 〜少女とポニーの物語〜 シーズン3（ウィニー〈セイディー・シム〉[26]）

#### アニメ
- チップとポテト（ハウイー[27]）
- 私ときどきレッサーパンダ（ミリアム[28]）

### その他コンテンツ
- ウチの夏フェス2019

### シリーズ一覧
1. ↑  第1期『1st season』（2019年）、第2期『2nd season』（2020年）
2. ↑  第1作（2020年）、第2作『アサティール2 未来の昔ばなし』（2024年）
3. ↑  第1期（2020年 - 2021年）、第2期『みっくす！』（2021年）
4. ↑  第5期（2021年）、第6期（2022年）、第7期（2024年）
5. ↑  テレビシリーズ（2019年 - 2022年）、特別編『遥かなる青い空』（2022年）、『めざせポケモンマスター』（2023年）
6. ↑  Season 1（2022年）、Season 2（2023年）
7. ↑  第1期（2024年）、第2期（2024年）